# Бортко, Владимир Владимирович
Влади́мир Влади́мирович Бо́ртко — мла́дший (род. 7 мая 1946, Москва, СССР) — советский и российский киноактёр, кинорежиссёр, сценарист, кинопродюсер, телеведущий и политический деятель; народный артист Российской Федерации (2000), лауреат Государственной премии РСФСР имени братьев Васильевых (1990). Депутат Государственной Думы шестого и седьмого созывов от КПРФ (с 2011 года по 2021 год), заместитель (в VI созыве) и первый заместитель (в VII созыве) председателя комитета Госдумы по культуре.
С 1988 года по 1990 год — председатель правления Ленинградского отделения Союза кинематографистов СССР.
Сын театрального режиссёра, заслуженного деятеля искусств УССР Владимира Бортко — старшего (1924—1983).

## Биография

### Ранние годы
Родился 7 мая 1946 года в Москве в семье театрального режиссёра Владимира Владимировича Бортко́ и актрисы Марины Федотовны Захаренко (во втором замужестве Корнейчук; 05.12.1921—15.01.2016). Родители — участники Великой Отечественной войны. Владимир воспитывался в семье отчима, драматурга Александра Корнейчука. В 1965 году окончил Киевский геологоразведочный техникум, а в 1965—1966 гг. проходил службу в армии, затем работал техником-электриком в киевском институте «Военпроект».

### Творческая деятельность
В 1969 году поступил в Киевский государственный институт театрального искусства, обучался в мастерской Родиона Ефименко и Вадима Чубасова. Окончив институт в 1974 году, работал ассистентом режиссёра на Киностудии имени А. Довженко. В 1975 году дебютировал как режиссёр с фильмом «Канал».
С 1980 года работал режиссёром-постановщиком на «Ленфильме», где, в частности, поставил драму «Комиссия по расследованию», памятную актёрскими работами Олега Ефремова, Ирины Мирошниченко и Евгения Лебедева.
Известность пришла к Владимиру Бортко после комедии «Блондинка за углом» (1984), на главные роли в которой режиссёр пригласил Андрея Миронова и Татьяну Догилеву.
С 1983 года по 1991 год состоял в КПСС.
Телевизионный фильм «Собачье сердце» (1988) по мотивам одноимённой повести Михаила Булгакова в 1989 году был удостоен Гран-при кинофестиваля в Перудже (Италия).
В 1991 году на экраны вышла военная драма «Афганский излом», в которой снялся итальянский актёр Микеле Плачидо.
В 1997 году поставил несколько дебютных серий телесериала «Улицы разбитых фонарей» под псевдонимом Ян Худокормов.
В 2000-е годы снял несколько телесериалов («Бандитский Петербург», «Идиот» и «Мастер и Маргарита»), собравших большую телеаудиторию и отмеченных многочисленными призами.
2 апреля 2009 года состоялась премьера художественного фильма «Тарас Бульба» с украинским актёром Богданом Ступкой в главной роли. Фильм вызвал острую полемику в СМИ России и Украины. С 2 апреля по 9 мая фильм в кинотеатрах СНГ посмотрело 3,74 млн человек (без учёта кинотеатров Украины), однако общие кассовые сборы лишь немного превысили производственный бюджет.
Следующим полнометражным проектом в кино стала драма о разведчиках «Душа шпиона», премьера которой состоялась в кинотеатрах в 2015 году. Позже лента была продемонстрирована на телеэкранах в формате мини-сериала. Данный фильм стал главным кассовым провалом среди вышедших в тот год отечественных лент, проспонсированных Министерством культуры России: при бюджете в 640 миллионов рублей картина собрала лишь 1,2 миллиона.

### Политическая деятельность
В марте 2007 года вступил в КПРФ. В 2011 году был избран в ЦК КПРФ. 4 декабря 2011 года избран депутатом Государственной Думы от Санкт-Петербурга по списку КПРФ.
8 ноября 2012 года принял участие в дебатах с председателем политической партии ЛДПР Владимиром Жириновским в телепрограмме «Поединок», выпуск № 68. Тема выпуска: «Октябрь 1917. Революция или переворот?». По итогам этого эфира подавляющее большинство слушателей (70 %) поддержало мнение Бортко, выступавшего в защиту социалистической идеи.
21 июня 2013 года по инициативе ряда депутатов, в том числе Бортко, Государственная дума приняла «антипиратский закон». Документ определяет порядок ограничения доступа к интернет-ресурсам, использующим незаконный контент, и закрепляет правовые основания для их закрытия. Закон вступил в силу 1 августа 2013 года.
В марте 2014 года Бортко поддержал референдум о присоединении Крыма к Российской Федерации, подписал письмо президенту России Владимиру Путину в поддержку принятия Крыма в состав России.
18 сентября 2016 года был избран депутатом Государственной Думы Российской Федерации VII созыва по 216 Центральному одномандатному избирательному округу Санкт-Петербурга. Был выдвинут от КПРФ, набрал 34167 голосов (23,88 %).
В ноябре 2017 года внёс переработанный вариант закона о создании Конституционного собрания.
За 2011—2019 годы значится соавтором 47 законодательных инициатив и поправок к проектам федеральных законов.
3 марта 2019 года решил выдвинуть свою кандидатуру на выборах губернатора Санкт-Петербурга, днём ранее пленум Санкт-Петербургского отделения КПРФ единогласно рекомендовал выдвинуть на пост губернатора города его кандидатуру. 10 июля городская избирательная комиссия зарегистрировала его кандидатом, однако в августе Бортко снял свою кандидатуру, заявив о «краплёных картах». Он также объявил о завершении политической деятельности: «Со мной всё кончено, я — политический труп».
С 18 февраля 2023 года на телеканале «Россия 24» ведёт авторскую программу «Взгляд из Петербурга с Владимиром Бортко», где размышляет о том, что сегодня волнует и тревожит большинство россиян. В частности, анализирует общественно-политические процессы, которые привели к нынешней ситуации на Украине, а также те, что происходили и происходят в самой России.

## Политические взгляды
В своём интервью Бортко заявил, что «единственной силой, реально противостоящей партии власти, является КПРФ», негативно охарактеризовав деятельность российских либералов: «Если спросить наших либералов: вам что, действительно хочется, чтобы тут всё пошло прахом? Боюсь, что мы получим ответ: мы Родину любим, но пусть тут хоть всё сгорит, лишь бы торжествовала либеральная идея».
На президентских выборах 2008 года поддержал кандидатуру Геннадия Зюганова, заявив, что у того «есть чёткий план возрождения страны и спасения народа». В 2008 году в интервью «Радио Свобода» он высказал позицию: «Странная вещь — русский либерал. Это единственный человек в мире, который ненавидит и бьёт свою мать, свою землю. И малейшая её ошибка — он начинает хохотать, потирать потные ручонки, дико радуется по этому поводу, забывая, что это его мать». При этом, по мнению Бортко, Путина и Зюганова «объединяет любовь к Родине».
В апреле 2012 года кинорежиссёр Владимир Бортко на одном из заседаний Думы спросил у премьер-министра РФ Владимира Путина, как тот относится «к предложению заменить в преамбуле Конституции положение о многонациональном российском народе на иное — „русский народ и присоединившиеся к нему?“». Тогда Путин ответил, что нельзя делить людей на первый и второй сорт, и Бортко с этим согласился.
В феврале 2013 года в интервью газете «Аргументы и факты» назвал Сталина «пожалуй, самой оболганной личностью во всём XX веке» и положительно высказался о его заслугах в развитии науки, культуры и вкладе в победу в Великой Отечественной войне.
В ноябре 2013 года в интервью корреспонденту газеты «Аргументы и факты» Владимир Бортко заявил: «Поверьте мне: человечество в итоге придёт к социализму. Или умрёт!».
23 января 2018 года подписал обращение к министру культуры Владимиру Мединскому с требованием юридической проверки и запрета показа в кинотеатрах фильма «Смерть Сталина».

## Санкции
В 2022 году поддержал вторжение России на Украину, осудил деятелей культуры, которые выступили против войны, после потопления крейсера «Москва» призвал «начать полноценную войну».
2 мая 2023 года внесён в санкционный список Украины. Санкции предусматривают блокировку активов подсанкционного, запрет на вывод капиталов из страны, лишение государственных наград и званий Украины.

## Фильмография
| 1974 | Доктор                                   | Да  | Нет | Нет            | Нет | н/д                                                 | дипломная короткометражка                                                            |
| 1975 | Канал                                    | Да  | Нет | Нет            | Нет | н/д                                                 |                                                                                      |
| 1978 | Комиссия по расследованию                | Да  | Нет | Нет            | Нет | н/д                                                 |                                                                                      |
| 1980 | Мой папа — идеалист                      | Да  | Нет | Нет            | Нет | н/д                                                 |                                                                                      |
| 1984 | Блондинка за углом                       | Да  | Нет | Нет            | Нет | н/д                                                 |                                                                                      |
| 1984 | Без семьи                                | Да  | Нет | Нет            | Нет | н/д                                                 |                                                                                      |
| 1986 | Голос                                    | Да  | Нет | Нет            | Да  | пассажир автобуса                                   | короткометражный (новелла из киноальманаха «Исключения без правил»)                  |
| 1987 | Единожды солгав                          | Да  | Да  | Нет            | Нет | н/д                                                 |                                                                                      |
| 1988 | Собачье сердце                           | Да  | Нет | Нет            | Да  | зевака возле дома Преображенского                   |                                                                                      |
| 1991 | Афганский излом                          | Да  | Нет | Нет            | Нет | н/д                                                 |                                                                                      |
| 1992 | Удачи вам, господа!                      | Да  | Да  | Нет            | Да  | режиссёр на съёмках боевика                         |                                                                                      |
| 1997 | Улицы разбитых фонарей                   | Да  | Нет | Нет            | Нет | н/д                                                 | под псевдонимом Ян Худокормов (серии «Страховочный вариант», «Блюз осеннего вечера») |
| 1998 | Цирк сгорел, и клоуны разбежались        | Да  | Нет | Нет            | Нет | н/д                                                 |                                                                                      |
| 2000 | Бандитский Петербург. Фильм 1. Барон     | Да  | Да  | Нет            | Нет | н/д                                                 |                                                                                      |
| 2000 | Бандитский Петербург. Фильм 2. Адвокат   | Да  | Да  | Нет            | Да  | Семён Андреевич Бородатый (Хоттабыч) (шестая серия) |                                                                                      |
| 2003 | Идиот                                    | Да  | Да  | Исполнительный | Да  | крестьянин                                          | нет в титрах                                                                         |
| 2003 | Бандитский Петербург. Фильм 4. Арестант  | Нет | Нет | Исполнительный | Нет | н/д                                                 |                                                                                      |
| 2003 | Бандитский Петербург. Фильм 5. Опер      | Нет | Нет | Исполнительный | Нет | н/д                                                 |                                                                                      |
| 2003 | Бандитский Петербург. Фильм 6. Журналист | Нет | Нет | Исполнительный | Нет | н/д                                                 |                                                                                      |
| 2004 | Легенда о Тампуке                        | Нет | Нет | Исполнительный | Нет | н/д                                                 |                                                                                      |
| 2004 | Честь имею!                              | Нет | Нет | Да             | Нет | н/д                                                 |                                                                                      |
| 2005 | Мастер и Маргарита                       | Да  | Да  | Да             | Да  | почтальон в Киеве                                   |                                                                                      |
| 2006 | Последний день актрисы Марыськиной       | Нет | Нет | Нет            | Да  | текст за кадром                                     |                                                                                      |
| 2007 | Дело чести                               | Нет | Нет | Да             | Нет | н/д                                                 |                                                                                      |
| 2009 | Тарас Бульба                             | Да  | Да  | Нет            | Нет | н/д                                                 |                                                                                      |
| 2011 | Пётр Первый. Завещание                   | Да  | Да  | Да             | Нет | н/д                                                 |                                                                                      |
| 2015 | Душа шпиона                              | Да  | Да  | Нет            | Нет | н/д                                                 |                                                                                      |
| 2017 | О любви                                  | Да  | Да  | Нет            | Нет | н/д                                                 |                                                                                      |

## Работы в театре
- 1993 — Софокл. «Царь Эдип» (режиссёр, антрепренёр — «Эрмитажный театр», Санкт-Петербург)
- 2010 — Червинский, Бортко. «Молот ведьм» (драматург, режиссёр, антрепренёр — театр «Балтийский дом», Санкт-Петербург)
- 2021 — Ануй, Софокл. «Я/МЫ Антигона» (режиссёр — театр «Балтийский дом», Санкт-Петербург)

## Награды и звания
- Народный артист Российской Федерации (26 июля 2000 года) — за большие заслуги в области искусства[37].
- Заслуженный деятель искусств Российской Федерации (12 января 1994 года) — за заслуги в области киноискусства[38].
- Народный артист Украины (15 мая 2003 года) — за весомый личный вклад в развитие сотрудничества между Украиной и Российской Федерацией в социально-экономической и гуманитарной сферах[39].
- Орден Почёта (7 мая 2006 года) — за большой вклад в развитие киноискусства и многолетнюю творческую деятельность[40].
- Почётный знак отличия «За заслуги перед Санкт-Петербургом» (2011)[41].
- Благодарность Правительства Российской Федерации (22 июня 2016 года) — за заслуги в законотворческой деятельности и многолетний добросовестный труд[42].
- Орден Почёта (Молдавия, 22 августа 2018 года) — в знак высокого признания особых заслуг в развитии молдо-российского сотрудничества в области кинематографии и за вклад в создание художественного образа Господаря Молдовы Дмитрия Кантемира в историческом фильме «Пётр Первый. Завещание»[43].
- Орден Дружбы (29 декабря 2018 года) — за плодотворную деятельность по сохранению, приумножению и популяризации культурного и исторического наследия России. [источник не указан 1834 дня]
- Действительный член Российской академии кинематографических искусств и наук (2003), академик ТЭФИ (2004), лауреат всесоюзных, всероссийских и международных кино и телефестивалей. Генеральный директор ЗАО «Студия 2-Б-2 интертэйнмент» (с 1991 года).[источник не указан 1834 дня]

### Призы
- «Канал» — главный приз, приз ЦК ЛКСМУ и диплом жюри «За лучшее воплощение молодёжной темы» на ВКФ «Молодость-76» (Киеве); приз «За лучший дебют» на III ВКФ в Свердловске — 1976.
- «Без семьи» — приз «За лучшую экранизацию» на XI ВТФ (Киев) — 1985.
- «Голос» — приз за лучший к/м комедийный фильм на IV МКФ комедийных фильмов в Габрове (Болгария) — 1987.
- «Единожды солгав» — Главный приз на МКФ в Барселоне — 1988.
- «Собачье сердце» — Главный приз на XII ВТФ (Душанбе) — 1989; «Приз за режиссуру» на 13 МКФ в Болгарии — 1989; Приз «Золотой экран» (Варшава) — 1989; «Приз Италии» на XLI МТФ в Перудже — 1989; Государственная премия РСФСР — 1990.
- «Афганский излом» — Приз имени Г. Козинцева за лучшую режиссуру Конкурса профессиональных премий к/с «Ленфильм» и Ленинградского отделения СК — 91; Приз «За лучшую женскую роль» (Татьяна Догилева) КФ «Кинотавр-92».
- «Удачи вам, господа!» — Главный приз на I фестивале комедийных фильмов в Краснодаре — 1993.
- «Цирк сгорел, и клоуны разбежались» — Приз «За музыкальное решение» на IX Всероссийском КФ «Кинотавр» (Сочи) — 98; приз «За главную женскую роль» (Зинаида Шарко) на IX Всероссийском КФ «Кинотавр» (Сочи) — 98; спецприз жюри «за режиссуру» КФ «Окно в Европу» (Выборг) — 98.
- «Бандитский Петербург» — Приз «За лучший сериал фестиваля» на III МКФ «Бригантина» (Украина); Приз «Лучшему продюсеру» на КФ «Виват, кино России!».
- «Идиот» — Премия «ТЭФИ-2003» «за лучший художественный телефильм»; «режиссёр телевизионного художественного/документального фильма/сериала» (Владимир Бортко); Премия «Золотой Орёл» за 2003 в категориях: «лучший игровой телевизионный фильм», Приз в номинации «Народный рейтинг. Телесериалы» на РКФ «Виват, кино России!», СПб, 2004; Премия А. И. Солженицына „За вдохновенное прочтение романа «Идиот», вызвавшее народный отклик и воссоединившее современного читателя с русской классической литературой в её нравственном служении“ — 2004.
- «Честь имею!..» — Премия ТЭФИ − 2004 «За лучший художественный телефильм»; Премия «Золотой Орёл» за 2004 в категории: «лучший телевизионный мини-сериал».
- «Мастер и Маргарита» — Премия «ТЭФИ-2006» в номинации: «за лучшую режиссуру»; Специальный приз жюри на МКФ Биарриц, Франция. 2007; Приз в номинации «Лучшая женская роль» (Анна Ковальчук) на РКФ «Виват, кино России!», СПб, 2006; Приз в номинации «Лучший телесериал» на РКФ «Виват, кино России!», СПб, 2006;
- «Тарас Бульба» — Ленинская премия «За высокохудожественное воплощение в киноискусстве идеалов дружбы украинского и русского народов, пропаганду общего исторического и культурного наследия». Коммунистическая партия Украины (президиум ЦК КПУ). 22 апреля 2009 года; Гран-при «Приз зрительских симпатий» на XVII фестивале «Виват, кино России!» − 16.05.09; Гран-при «За вдохновенную экранизацию повести Гоголя Тарас Бульба» на XVIII МКХ «Золотой витязь» Липецк. 31.05.09; «Гран-при» на VII МКФ Фестивале военного кино имени Ю. Н. Озерова. Ростов\Дон 27 октября 2009 года; Премия «Блокбастер» — боксофис 17.04 миллионов $ и лидер продаж DVD. (03.02.2010 года, «Труд»); «Золотая медаль» Лучшему режиссёру 2009 года — Владимиру Бортко; Петербургская федерация кинопрессы (КП 29.06.2010); «Золотой Прометей» за лучший трюковой художественный фильм «Тарас Бульба» (реж. Владимир Бортко) на Московском Международном фестивале трюкового искусства и кино «Прометей — 2010».

## Критика
Недавно тот же Бортко одарил зрителей своим новым булгаковским шедевром — «Мастером и Маргаритой». Вообще-то феномен Бортко — это курьёз новорусского менталитета. Сам режиссёр — крепкий «профи» голливудского типа, неплохо чувствующий конъюнктуру, и рано сформировавшийся антикоммунист (в 1970-х он даже пытался бежать из «этой страны»). «Собачье сердце» он сделал на волне «булгаковского бума», а в начале 2000-х, когда «образованщина», выражаясь по Троцкому, «взалкала культуры», осчастливил её холодным, элементарно-иллюстративным «Идиотом».Александр Серебряков